# Epiverta chelonia
Epiverta chelonia is een keversoort uit de familie lieveheersbeestjes (Coccinellidae). De wetenschappelijke naam van de soort is voor het eerst geldig gepubliceerd in 1933 door Mader.